# 무관해초목
무관해초목(Aplousobranchia)은 해초강에 속하는 피낭동물의 목의 하나이다. 곤봉멍게와 흰덩이멍게 등을 포함하고 있다. 이전에는 내성해초목(Enterogona)에 속하는 무관아목(Aplousobranchia)으로 분류했다.

## 하위 과
- 곤봉멍게과 (Clavelinidae) - 곤봉멍게, 푸른테곤봉멍게 포함.
- 디아조나과 (Diazonidae) Seeliger, 1906 - 버섯유렁멍게(Diazona grandis) 포함.
- 흰덩이멍게과 (Didemnidae) Giard, 1872 - 흰덩이멍게(Didemnum moseleyi) 포함.
- 에우헤르드마니아과 (Euherdmaniidae) Ritter, 1904
- 덩어리곤봉멍게과 (Holozoidae) Berrill, 1950 - 무화과곤봉멍게(S. kancasi) 포함
- 플라켄텔라과 (Placentelidae)
- 회색곤봉멍게과 (Polycitoridae) Michaelsen, 1904 - 물빛곤봉멍게(Polycitor proliferus) 포함.
- 만두멍게과 (Polyclinidae) Milne-Edwards, 1841
- 프로토폴리클리눔과 (Protopolyclinidae) Kott, 1992
- 프세우도디스토마과 (Pseudodistomidae) Harant, 1931
- 리터렐라과 (Ritterellidae) Kott, 1992
- 스토모조아과 (Stomozoidae) Kott, 1990
- 비트룸과 (Vitrumidae) Kott, 2009